# Šumc
Šumc je potok, okoli katerega se je razvilo mesto Mežica; izliva se v reko Mežo, ki prav tako teče skozi omenjeno mesto. Izvir Šumca je zajezen in predstavlja pomemben vir pitne vode v zgornji Mežiški dolini. 
Šumc je tudi glasilo Občine Mežica.